# Xã Jackson, Quận Cass, Indiana
Xã Jackson (tiếng Anh: Jackson Township) là một xã thuộc quận Cass, tiểu bang Indiana, Hoa Kỳ. Năm 2010, dân số của xã này là 2.876 người.